# 処女シルビア・クリステル/初体験
『処女シルビア・クリステル/初体験』（原題：Frank en Eva）は、1973年に公開されたオランダ映画。シルビア・クリステルの映画デビュー作である。

## 概要
浮気者のフランクとそれに反発するエバ、この同居カップルの喧嘩と行き違いの顛末を描く。ヌードや情交シーンも多いが、ジャンルとしては艶笑一般映画に属する。シルビア・クリステルのデビュー作として日本でも紹介されたが、彼女は「シルビア」という役名で主人公の浮気相手の一人として出演する脇役で、題名とは違い「処女」や「初体験」というような言葉からはかけ離れた、男と遊び慣れたタイプの役どころである。

## キャスト
- シルビア・クリステル
- ヒューゴ・メッツェルス
- ヴィレケ・ファン・アメローイ
- ジャン・バン・ローエン